# Sclerogone
Sclerogone är ett släkte av svampar. Sclerogone ingår i familjen Endogonaceae, ordningen Endogonales, klassen Zygomycetes, divisionen oksvampar och riket svampar.
|            | Peridiospora                           |
|            |                                        |
|            | Youngiomyces                           |
|            |                                        |
|            | Endogone                               |
|            |                                        |
| Sclerogone | \| \| Sclerogone eucalypti \| \| \| \| |
|            | \| \| Sclerogone eucalypti \| \| \| \| |
|            | Sclerogone eucalypti                   |
|            |                                        |

|  | Sclerogone eucalypti |
|  |                      |